# Kotharia
Kotharia är en ort i Indien.   Den ligger i distriktet Rājkot och delstaten Gujarat, i den västra delen av landet, 1 000 km sydväst om huvudstaden New Delhi. Kotharia ligger 153 meter över havet och antalet invånare är 24 102.
Terrängen runt Kotharia är platt. Runt Kotharia är det tätbefolkat, med 913 invånare per kvadratkilometer. Närmaste större samhälle är Rajkot, 6,9 km norr om Kotharia. Trakten runt Kotharia består till största delen av jordbruksmark.